# 馬札馬火山
馬札馬火山（英語：Mount Mazama），是一座位于美国俄勒冈州境內的火山，属于喀斯喀特山脉的一部分。
約7,000年以前，馬札馬火山爆發、崩塌後，留下了火口湖。熔岩冷卻後封住了火山底，因而形成了一個大型的碗狀火山口。時間一年年的過去，火山口內填滿了超過四百萬兆加侖的降雨及融化的雪水，因而它也成為美國境內最深的湖泊。另外，這座湖也以其深藍色湖水而知名。
有關於馬札馬火山的爆發，被發現在克拉馬斯族印地安人(Klamath Indians)代代相傳的故事中，他們是遠古馬卡拉克人(Makalak)的後裔。根據馬卡拉克人的傳說，山神勞(Llao)與天空之神史凱爾(Skell)之間有一場激烈戰鬥，當史凱爾擊敗勞後，原為山神居所的馬札馬火山，隨即爆發並崩塌。
火口湖現在屬於火山口湖國家公園的範圍，一年約吸引550,000名遊客來訪。